# Economia azul
Economia azul é um termo da economia relacionado com a explotação (português do Brasil) ou exploração (português de Portugal), preservação e regeneração do ambiente marinho. Seu escopo de interpretação varia entre as organizações. No entanto, o termo é geralmente usado para abordar o desenvolvimento sustentável dos recursos costeiros. 
A Economia azul pode incluir uma ampla gama de setores econômicos, desde a pesca mais convencional, aquicultura, o transporte marítimo, turismo costeiro, marinho e marítimo, ou outros usos tradicionais, até atividades mais emergentes, como energia renovável costeira, serviços de ecossistemas marinhos (isto é, carbono azul), mineração marinha e bioprospecção.
Estudos têm proposto metodologias para estimar a contribuição da economia azul para o PIB e o mercado de trabalho, por exemplo, o estudo, "Shades of blue: the regional structure of the ocean economy in Brazil", publicado na revista Ocean Sustainability. Com base em um modelo inter-regional de insumo-produto, os autores mapearam os impactos diretos e indiretos dessas atividades, evidenciando tanto a importância econômica das áreas costeiras quanto sua conexão com o interior do país por meio das cadeias de suprimento. O estudo destaca que a compreensão da contribuição da economia do mar para o PIB e suas interações com outras atividades econômicas é crucial para o desenvolvimento de políticas mais eficazes e adaptadas às necessidades específicas de cada região costeira.

## Definições
De acordo com o Banco Mundial a economia azul é o "uso sustentável dos recursos oceânicos para o crescimento econômico, a melhora dos meios de subsistência e empregos, preservando a saúde do ecossistema oceânico".
A Comissão Europeia define-a como "Todas as atividades econômicas relacionadas com os oceanos, mares e costas. Abrange uma ampla gama de setores estabelecidos e emergentes interligados."
A Comunidade das Nações a considera "um conceito emergente que incentiva uma melhor administração de nossos oceanos ou recursos 'azuis'".
A Conservação Internacional acrescenta que “a economia azul também inclui benefícios econômicos que podem não ser comercializados, como armazenamento de carbono, proteção costeira, valores culturais e biodiversidade”.
O Center for the Blue Economy diz que "é um termo amplamente usado em todo o mundo com três significados relacionados, mas distintos - a contribuição geral dos oceanos para as economias, a necessidade de abordar a sustentabilidade ambiental e ecológica dos oceanos, e a economia do oceano como uma oportunidade de crescimento para países desenvolvidos e em desenvolvimento".

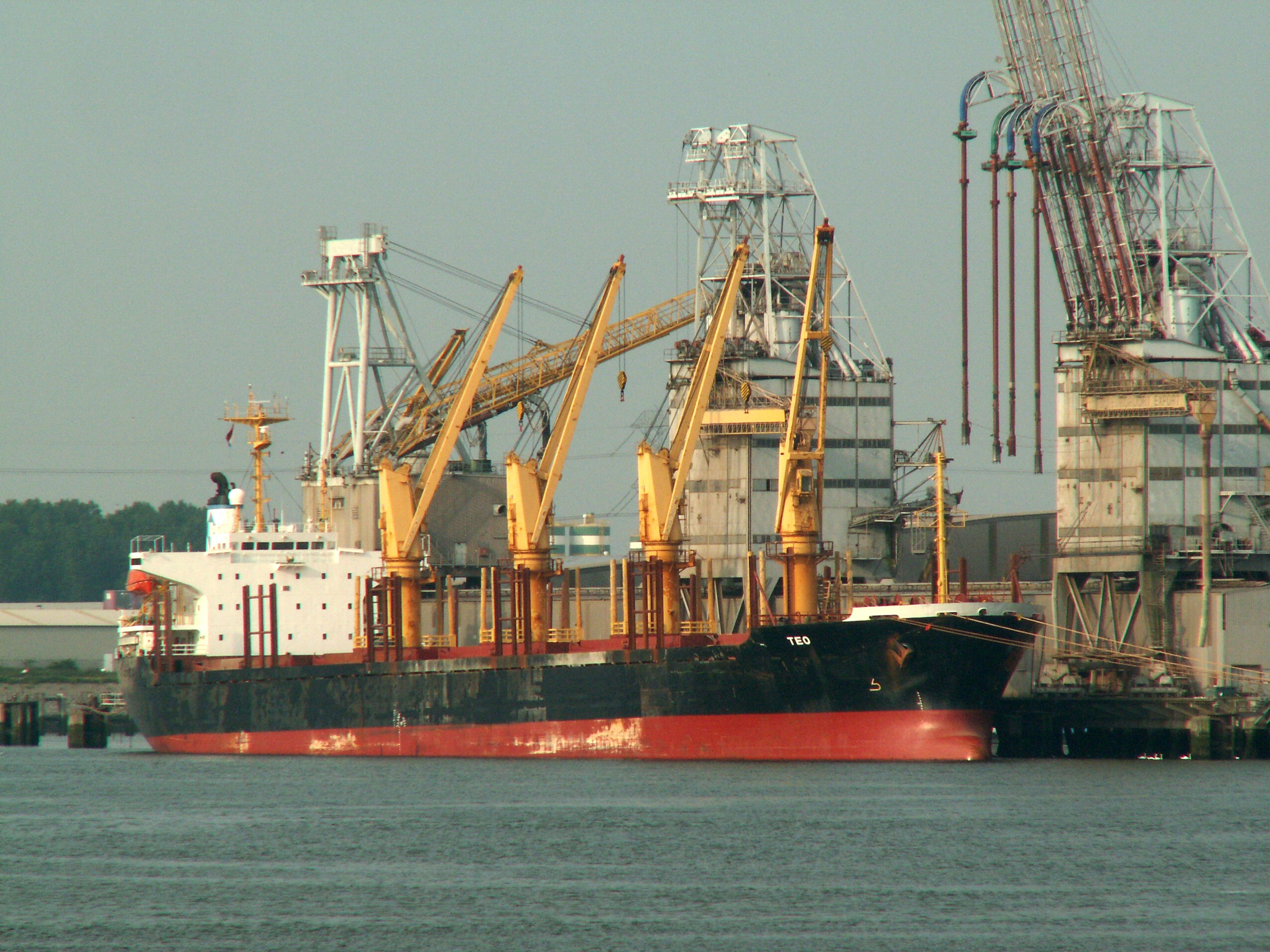
O transporte marítimo faz parte da economia azul.

Um representante das Nações Unidas definiu a Economia Azul como uma economia que "compreende uma série de setores econômicos e políticas relacionadas que, em conjunto, determinam se o uso dos recursos oceânicos é sustentável. Um importante desafio da economia azul é entender e gerenciar melhor os vários aspectos da sustentabilidade oceânica, desde a pesca sustentável até a saúde do ecossistema e a prevenção da poluição. Em segundo lugar, a economia azul nos desafia a perceber que a gestão sustentável dos recursos oceânicos exigirá colaboração além das fronteiras e setores, por meio de uma variedade de parcerias e em uma escala que não foi alcançada anteriormente. Esta é uma tarefa difícil, especialmente para os Pequenos Estados Insulares em Desenvolvimento e os Países Menos Desenvolvidos que enfrentam limitações significativas." A ONU observa que a Economia Azul ajudará a alcançar os Objetivos de Desenvolvimento Sustentável da ONU, dos quais um objetivo, 14, é " vida abaixo da água ".
A World Wide Fund for Nature (WWF) inicia o relatório Principles for a Sustainable BLUE ECONOMY com dois sentidos dados a este termo: "Para alguns, economia azul significa o uso do mar e seus recursos para o desenvolvimento econômico sustentável. Para outros, refere-se simplesmente a qualquer atividade econômica do setor marítimo, seja ela sustentável ou não.” Como o WWF revela em seu objetivo do relatório, ainda não há uma definição amplamente aceita do termo economia azul, apesar da crescente adoção de alto nível como conceito e meta de formulação de políticas e investimentos.

## Termos relacionados

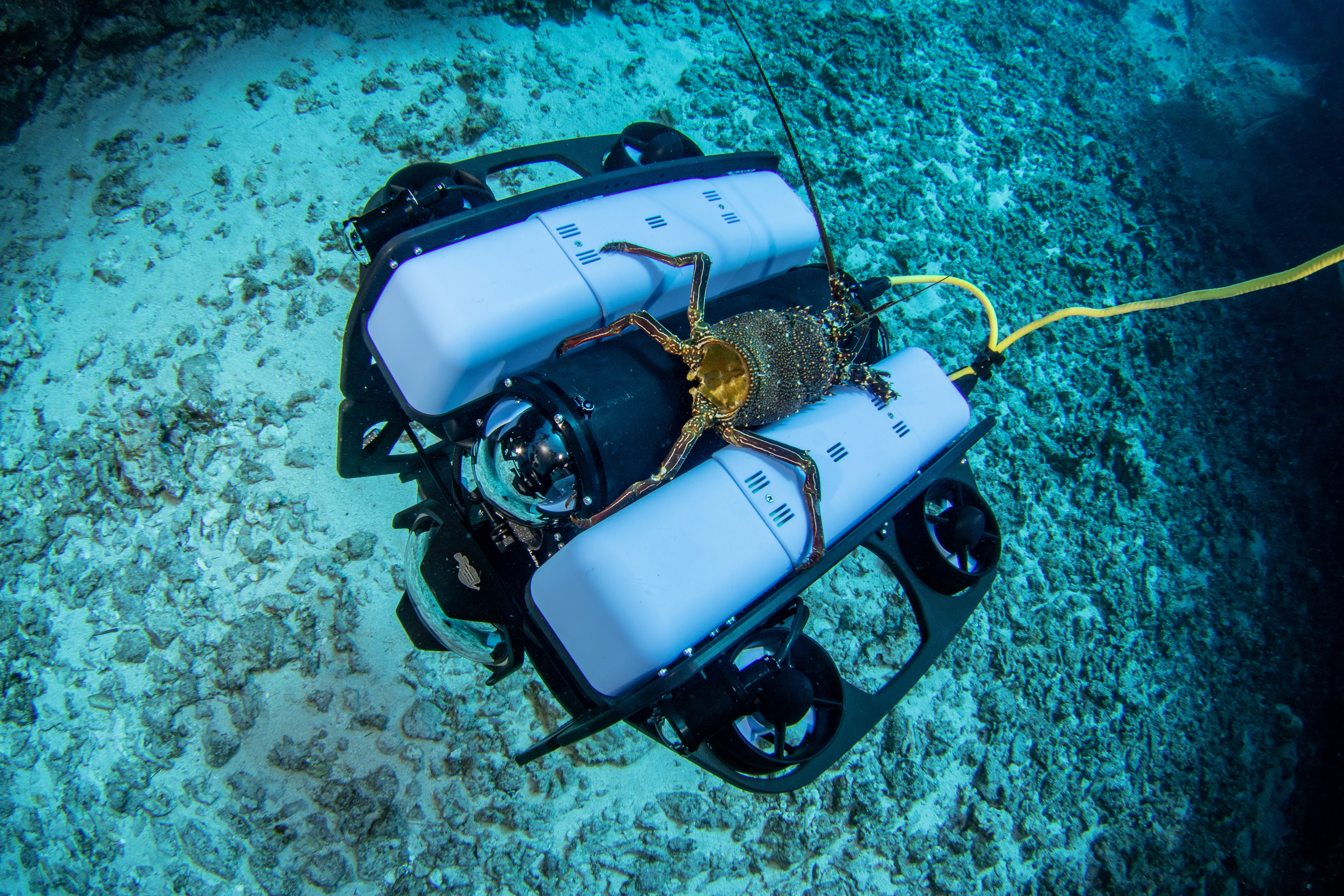
ROV com propulsores elétricos

### Economia oceânica
Um termo relacionado à economia azul é economia oceânica e vê-se algumas organizações usando os dois termos de forma intercambiável. No entanto, esses dois termos representam conceitos diferentes. A economia oceânica simplesmente lida com o uso dos recursos oceânicos e visa estritamente fortalecer o sistema econômico do oceano. A economia azul vai além de ver a economia oceânica apenas como um mecanismo de crescimento econômico. Ela se concentra na sustentabilidade do oceano para o crescimento econômico. Portanto, a economia azul engloba aspectos ecológicos do oceano junto com aspectos econômicos.

### Economia verde
A economia verde é definida como uma economia que visa a redução dos riscos ambientais, e que visa o desenvolvimento sustentável sem degradar o meio ambiente. Está intimamente relacionado com a economia ecológica. Portanto, a economia azul é uma parte da economia verde. Durante a Cúpula Rio+20 em junho de 2012, os pequenos estados insulares em desenvolvimento do Pacífico afirmaram que, para eles, "uma economia verde era de fato uma economia azul".

### Crescimento azul
Um termo relacionado é crescimento azul, que significa “apoio ao crescimento do setor marítimo de forma sustentável”. O termo é adotado pela União Europeia como uma política marítima integrada para atingir os objetivos da estratégia Europa 2020.

## Potencial
Além das atividades oceânicas tradicionais, como pesca, turismo e transporte marítimo, a economia azul envolve indústrias emergentes, incluindo energia renovável, aquicultura, atividades extrativas do fundo do mar, biotecnologia marinha e bioprospecção. A economia azul também tenta abraçar os serviços dos ecossistemas oceânicos que não são capturados pelo mercado, mas fornecem uma contribuição significativa para a atividade econômica e humana. Eles incluem sequestro de carbono, proteção costeira, eliminação de resíduos e a existência de biodiversidade.
O estudo, "Shades of blue: the regional structure of the ocean economy in Brazil", conduzido por pesquisadores do Departamento de Economia da Universidade de São Paulo, propôs uma metodologia para estimar o tamanho da economia azul no Brasil. Os pesquisadores descobriram que a economia azul representou 2,91% do Produto Interno Bruto (PIB) nacional e 1,07% dos empregos no Brasil em 2019 (ao considerar os efeitos indiretos, como a interdependência com cadeias produtivas fora da costa, o impacto sobe para 6,39% do PIB e 4,45% do emprego). A pesquisa também revelou que o setor mais representativo na composição do PIB azul é a extração de petróleo e gás natural, que responde por 60,4% da produção. Em seguida, vêm as atividades de administração pública e defesa (7,4%) e armazenagem e transporte (7,3%). O estudo identificou nuances regionais significativas: enquanto o Sudeste — especialmente os estados do Rio de Janeiro, São Paulo e Espírito Santo — concentra 82% da produção direta, baseada principalmente no petróleo offshore e transporte marítimo, o Nordeste se destaca por sua especialização em turismo costeiro e indústria de pesca.
O relatório da WWF de 2015 coloca o valor dos principais ativos oceânicos acima de US$ 24 trilhões. A pesca está agora super explorada, mas ainda há muito espaço para aquicultura e energia eólica offshore. A aquicultura é o setor de alimentos que mais cresce, com o fornecimento de 58% dos peixes para os mercados globais. A aquicultura é vital para a segurança alimentar, especialmente dos países mais pobres. Só na União Europeia a economia azul empregou 3.362.510 pessoas em 2014.

## Problemas
O Banco Mundial especifica três desafios que limitam o potencial para desenvolver uma economia azul.
1. Tendências econômicas atuais que degradam rapidamente os recursos oceânicos.
2. A falta de investimento em capital humano para o emprego e desenvolvimento em setores inovadores da economia azul.
3. Cuidados inadequados com os recursos marinhos e serviços ecossistêmicos dos oceanos.

## Setores
- Aquacultura (pisciculturas, mas também algacultura )
- Biotecnologia marítima
- Bioprospecção
- Pesca
- Dessalinização
- Transporte marítimo
- Turismo costeiro e marítimo (Turismo Azul) [24]
- Mineração marinha
- Petróleo e gás offshore
- Energia eólica offshore (também das marés e das ondas )
- Construção naval e reparação naval [25]
- Sequestro de carbono
- Proteção costeira
- Depósito de lixo
- Existência de biodiversidade
- Desenvolvimento dos oceanos